# Castello di Pottendorf
Il castello di Pottendorf (Schloss Pottendorf in tedesco) si trova nell'omonimo comune austriaco del distretto di Baden, in Bassa Austria, e le sue prime strutture risalgono all'inizio del XII secolo.

## Storia

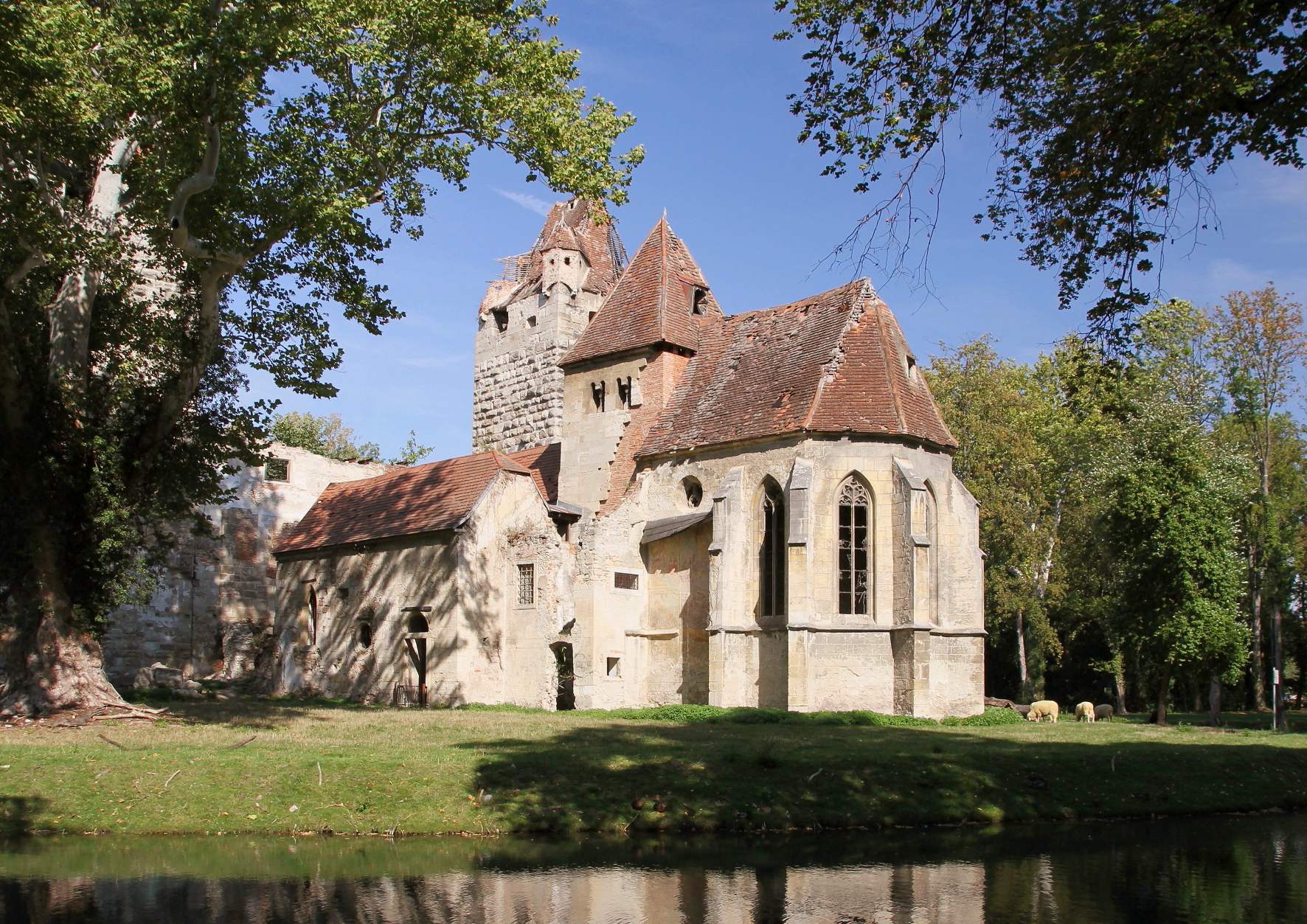
Cappella del castello

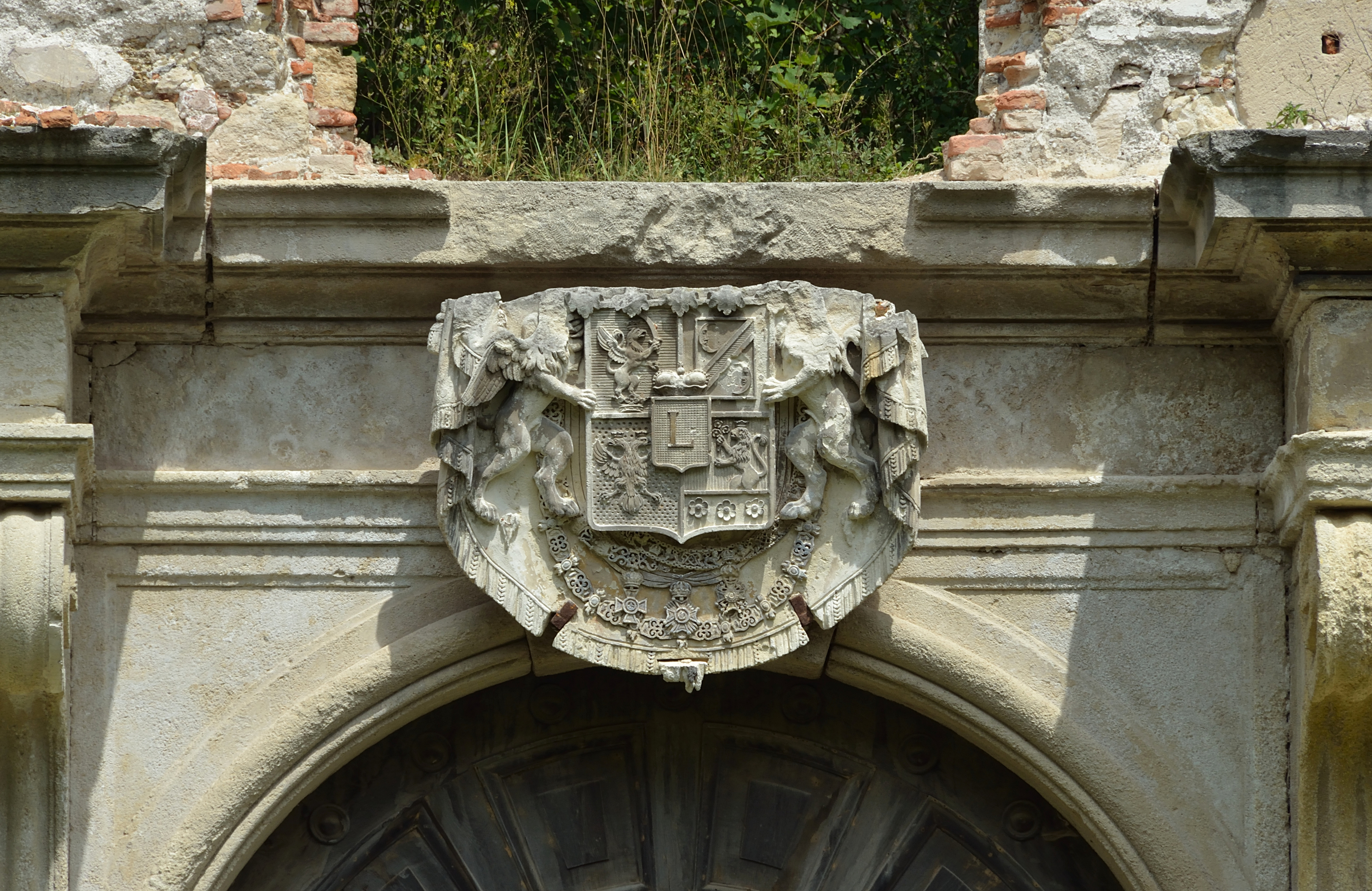
Stemma della famiglia Esterhazy posto sul portale in pietra che si trova nella facciata meridionale

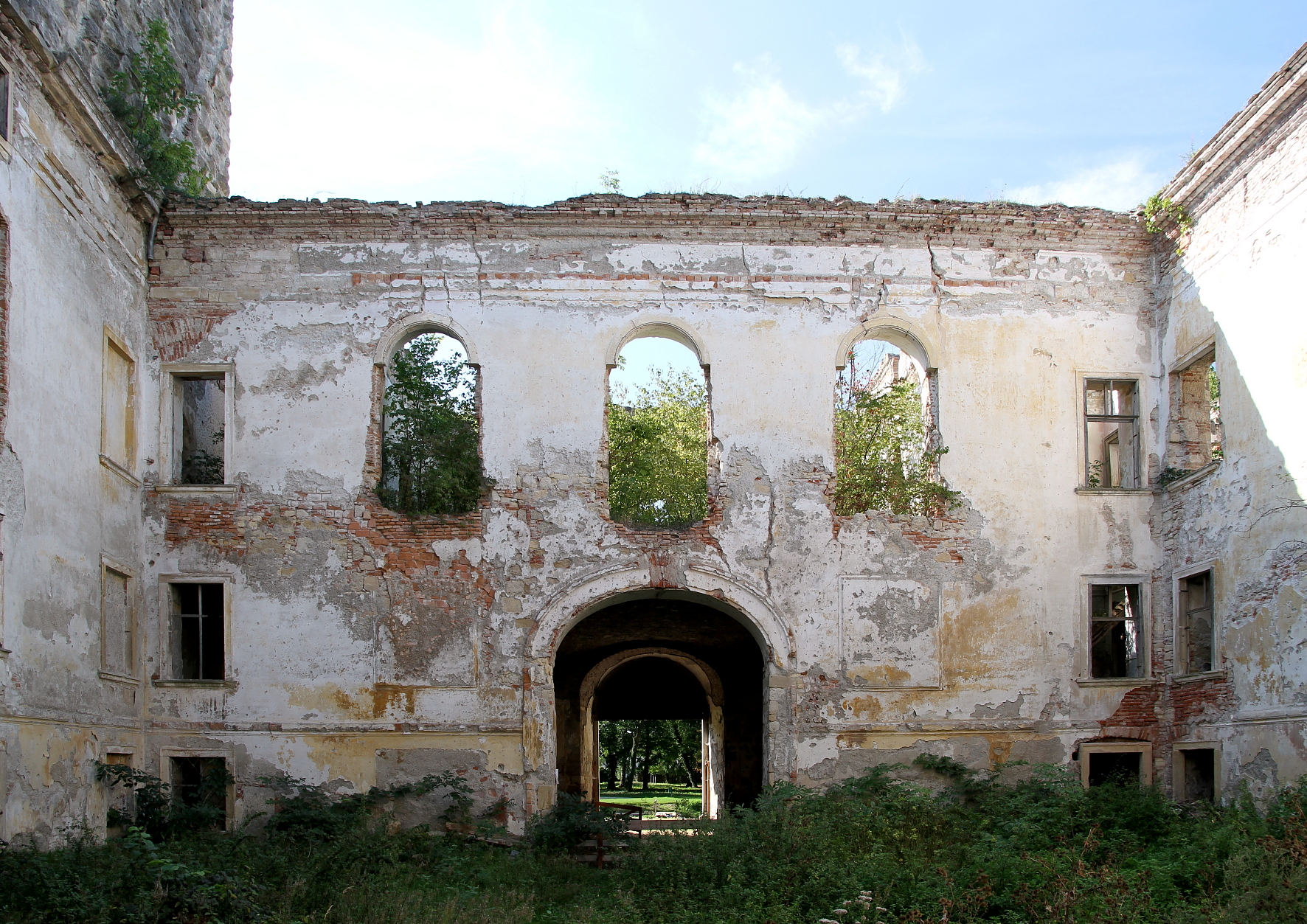
Castello di Pottendorf, parte ormai ridotta in rovine

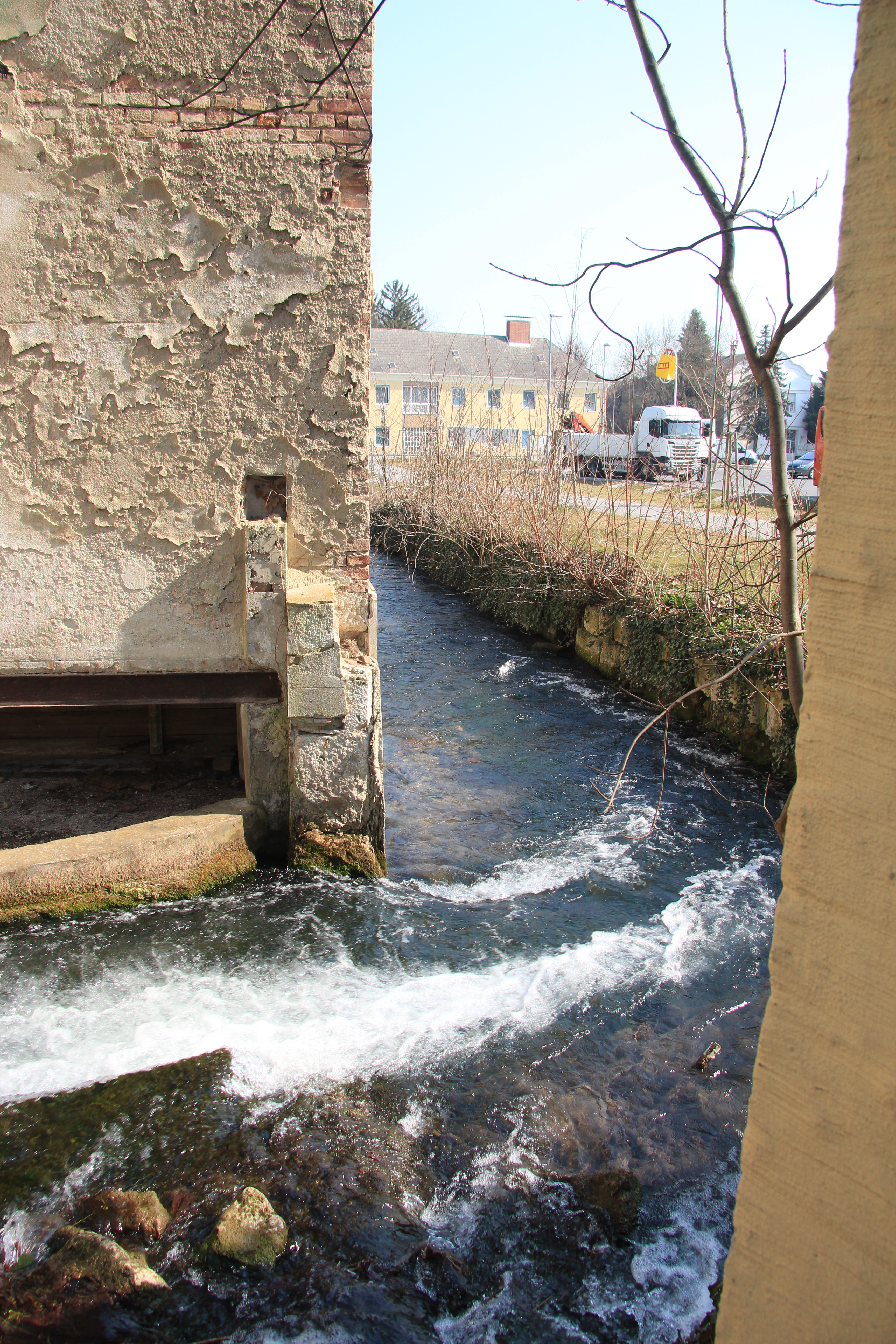
Fossato

Il castello venne edificato attorno al 1100 da Rodolfo I von Pottendorf e da questo momento inizia ad essere citato, con i signori che lo detengono, la prima volta intorno al 1130 poi tra il 1194 e il 1223. Costituiva un'importante fortificazione al confine tra Austria e Ungheria ed era parte della linea di difesa lungo il fiume Leita. La famiglia Pottendorf si estinse alla fine del XV secolo con Federico IV von Pottendorf e il maniero entrò tra i possedimenti dell'imperatore Federico III d'Asburgo che lasciò la sua conduzione ad amministratori di sua fiducia. Il re ungherese Mattia Corvino conquistò il castello nel 1490 ma subito dopo il suo abbandono rientrò nel possesso imperiale. Massimiliano I nel 1495 lo concesse ai fratelli Heinrich e Sigismund von Prüschenk lasciandolo in feudo. Sino al 1606 fu di proprietà della famiglia Zinzendorf e in seguito venne ceduto a Ludwig Freiherr von Königsberg. Con l'estinzione dei von Königsberg si assitette ad ulteriori cambi di proprietà sino a quando, durante l'invasione turca del 1683, ne uscì praticamente indenne e il nuovo proprietario Gundacker Thomas, conte di Starhemberg, fece trasformare il castello in un palazzo abbandonando così la sua originale funzione di difesa territoriale. L'edificio venne restaurato secondo il gusto barocco nel 1737. La famiglia Starhemberg rimase proprietaria della residenza sino al 1802 quando passò a Nicola V, principe di Esterhazy. Venne restaurato all'inizio del XX secolo poi, durante la seconda guerra mondiale, fu sede di un ospedale militare della Wehrmacht. Un attentato nel 1944 lo danneggiò gravemente e nel 1945 il sito venne occupato dall'Armata Rossa. Nel 1955 venne restituito ai precedenti proprietari, gli Esterhazy, in condizioni di non eccessivo degrado. Iniziarono lavori di restauro che non coinvolsero tutta la struttura ma solo alcune torri e altre parti, mentre il resto iniziava a cadere in rovina. Nel 2005 il castello e il parco sono stati acquistati dal comune di Pottendorf ed è iniziato il recupero dell'area con la pulizia dalla vegetazione che stava minando la struttura e la conseguente messa in sicurezza del castello ormai parzialmente in rovina.

## Descrizione
La struttura, parzialmente ridotta in rovine, si trova a Pottendorf, comune austriaco del distretto di Baden, in Bassa Austria. Il sito è posto in un'area verde dell'abitato e conserva tracce visibili dell'antica cinta muraria. Il monumentale portale in pietra con arco a tutto sesto che si trova nella facciata meridionale conserva lo stemma della famiglia Esterhazy. Di fronte al lato est del castello si trova la cappella del castello di notevoli dimensioni con tre navate e col caratteristico campanile romanico a base quadrata con finestre a bifora. L'altare maggiore originale è conservato nel castello di Forchtenstein. Nel 1988 durante lavori di restauro sono stati recuperati i resti di antiche lastre tombali e portati in salvo dall'Ufficio federale dei monumenti. Solo quattro lastre sono intatte, anche se danneggiate. La lapide di Federico IV von Pottenstein è stata restaurata e collocata nel museo di storia locale a Kirchschlag mentre altre lapidi sono nel museo locale di Pottendorf. Gli affreschi all'interno e all'esterno della fine del XV secolo sono difficilmente riconoscibili. Il castello di Pottendorf è circondato da un sistema di fossati e la visita non è permessa. Tutti i ponti sui fossati sono stati demoliti. Il castello e la cappella sono circondati da un parco di 21 ettari, che funge da area ricreativa locale per i residenti della zona.
Il castello di Pottendorf in Austria è un bene sottoposto a tutela artistica col numero 33153.